# Hedbergska parken
Hedbergska parken är en park i Stenstan, Sundsvall som pryds med körsbärsträd.

## Historia
Efter stadsbranden 1888 låg staden i ruiner. I kvarteren kom tillfälliga hus att byggas i väntan på de nya stenhusen. Johan August Hedberg byggde sitt stenhus på Kyrkogatan 1890. I kvarteret söder om huset hände inte mycket. Till slut tröttnade han på utsikten mot stöket där och köpte tomterna. Istället för att bygga i kvarteret donerade han marken till Sundsvalls stad under förutsättning att staden skulle anlägga en park där. Staden tog emot gåvan och anlade parken 1899.

## Konstverk i parken

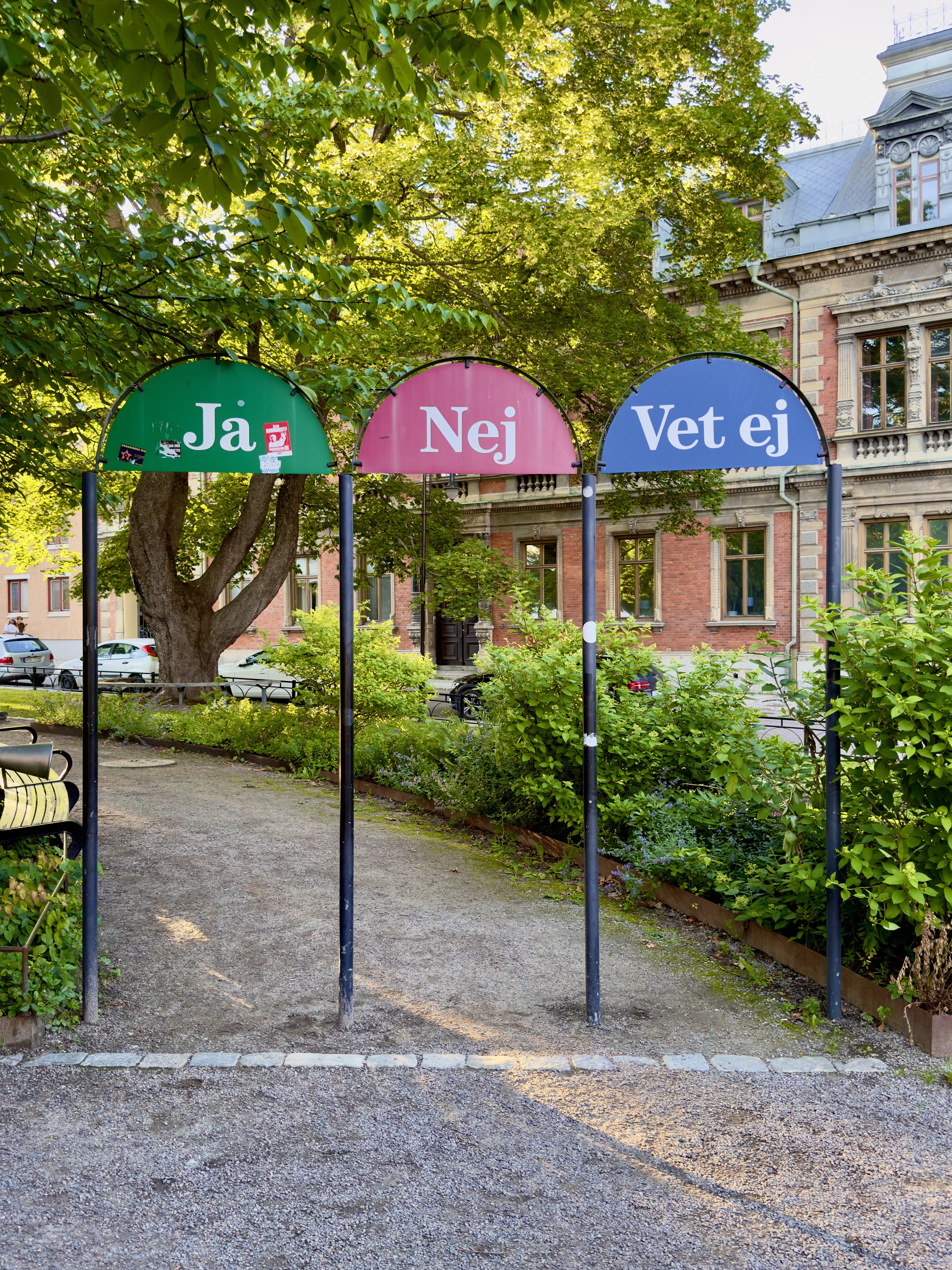
"Vägval" av Jack Grafström.

I parken finns porträttbysten J.A. Hedberg som restes 1931. Här finns också skulpturen Vägval av konstnären Jack Grafström som ger möjlighet för genompasserande att göra ett val genom att gå under en båge med antingen Ja, Nej eller Vet ej.

## Hus runt parken
Norr om parken ligger byggnadsminnena Hedbergska huset, där Johan August Hedberg bodde och Sundsvalls Hantverksförening. Söder om parken ligger Pingstkyrkan och Villa Port Arthur. Inom kvarteret, som parken ligger i, finns Glasmästare Malmbergs hus.